# Keijo Liinamaa

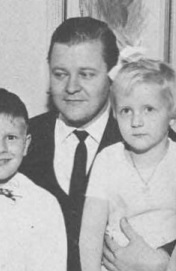
Keijo Liinamaa (1964)

Keijo Liinamaa foi um funcionário público finlandês que exerceu funções políticas, entre as quais a de primeiro-ministro interino. Nasceu em 1929, em Mänttä, na Finlândia, e morreu em 1980 em Helsínquia, na Finlândia. Foi primeiro-ministro interino em 1975.